# Черки-Гришино
Черки-Гришино — село в Буинском районе Татарстана. Является центром Черки-Гришинского сельского поселения.

## География
Располагается на левом берегу Свияги в 8 км севернее Буинска.

## История
Основание села относится к периоду не позднее второй половины XVII века. В дореволюционных источниках можно встретить также под названием Большие Чирки.
В XVIII — первой половине XIX века жители относились к категории государственных крестьян. Основные занятия жителей в этот период — земледелие и скотоводство.
В 1780 году, при создании Симбирского наместничества,  деревня Чирин Гришина, крещеных татар, служилых татар, вошла в состав Буинского уезда.
В «Списке населенных мест по сведениям 1859 года», изданном в 1866 году, населённый пункт упомянут как казённая деревня Чирки Гришино (Большие Озерные Чирки) 2-го стана Тетюшского уезда Казанской губернии. Располагалась при реке Свияге, по левую сторону почтового тракта из Казани в Симбирск, в 35 верстах от уездного города Тетюши и в 16 верстах от становой квартиры во владельческом селе Знаменское (Чипчаги). В деревне в 104 дворах жили 613 человек (304 мужчины и 309 женщин). Была мечеть.
23 февраля 1897 года здесь родился Баки Урманче — советский татарский живописец, скульптор, график, фотограф. Народный художник РСФСР, народный художник ТАССР, заслуженный художник Казахской ССР, лауреат премии имени Габдуллы Тукая.
В начале XX века в селе функционировали 2 мечети, 2 медресе, 2 ветряные мельницы, 3 бакалейные лавки.
В этот период земельный надел сельской общины составлял 1397,2 десятины.
В советское время в селе организован колхоз «Искра-2» (1930 год), который в 1950 году был переименован в колхоз «Ватан». В 1951 году в состав колхоза «Ватан» были введены колхозы «Яшар» (село Черки-Дюртиле) и «Ирек» (село Черки-Кощаково). С 1990-х годов преобразован в ООО «Черкен».
Большинство жителей работают в ООО «Алан», занимаются полеводством, мясо-молочным скотоводством.

## Население
В 1782 году — 92 души мужского пола;
- 1859 год — 613[4]
- 1897 год — 1232,
- 1908 год — 1457,
- 1920 год — 1595,
- 1926 год — 1238,
- 1938 год — 1360,
- 1949 год — 1184,
- 1958 год — 1125,
- 1970 год — 1365,
- 1979 год — 1261,
- 1989 год — 836,
- 2002 год — 629,
- 2010 год — 592,
- 2015 год — 610 человек (татары).

## Люди, связанные с селом
- Ракеева, Мустанфиря Тагировна — советский татарский врач, анатом, доктор медицинских наук (1969), профессор[5]. Родилась в селе Черки-Гришино.